# توم كيلي (لاعب كرة قاعدة أمريكي)
توم كيلي (بالإنجليزية: Tom Kelley)‏ هو لاعب كرة قاعدة أمريكي، ولد في 5 يناير 1944 في مانشستر في الولايات المتحدة، وتوفي في 25 سبتمبر 2015 في ميرتل بيتش في الولايات المتحدة.